# Jüdischer Friedhof (Hameln)

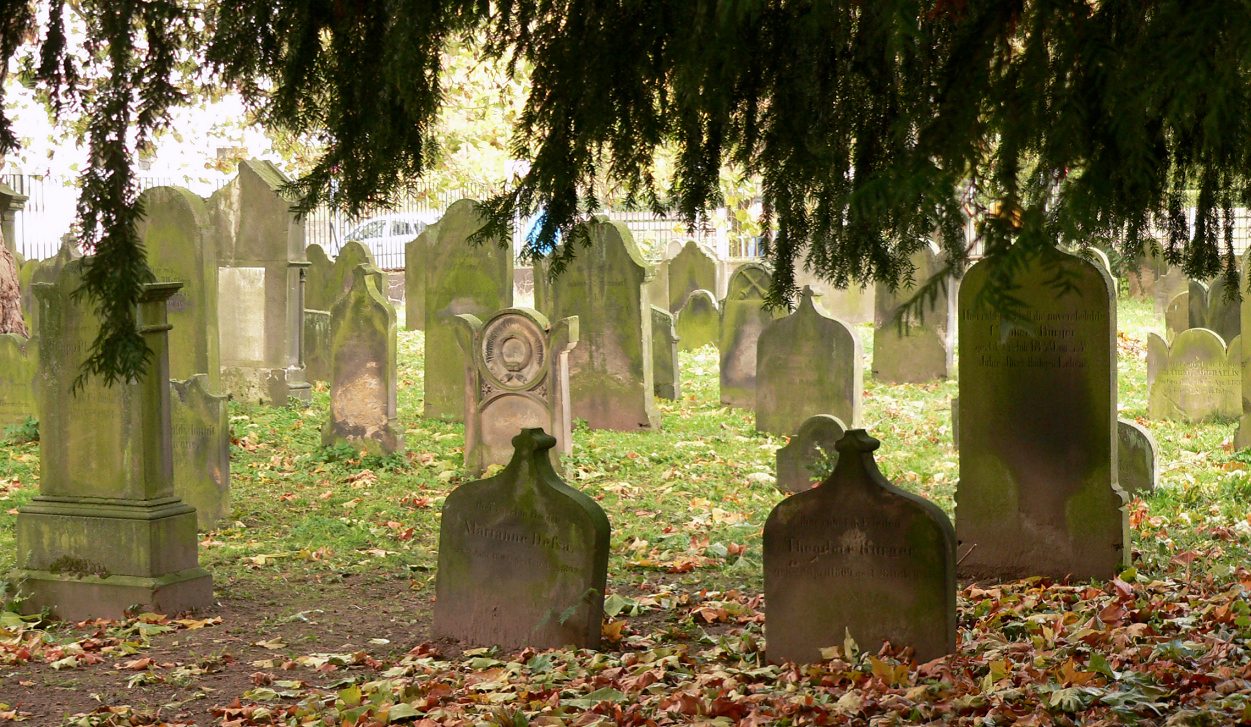
Grabsteine des Jüdischen Friedhofs Hameln

Der jüdische Friedhof in Hameln (Landkreis Hameln-Pyrmont, Niedersachsen) ist ein geschütztes Kulturdenkmal. Auf ihm befinden sich 173 Grabsteine für jüdische Verstorbene aus Hameln und Umgebung. Der älteste Grabstein stammt aus dem Jahr 1741.

## Geschichte
Es gab in Hameln einen Vorgängerfriedhof außerhalb der Stadt, der dem Ausbau Hamelns im 17. Jahrhundert zur Landesfestung des  Kurfürstentums Hannover weichen musste. Dabei wurden die Grabsteine für den Festungsbau im Bereich des Münsterkirchhofs verwendet.
1743 erwarb die jüdische Gemeinde vor dem Ostertor ein Grundstück für einen Friedhof. Es lag inmitten von Gärten vor dem Festungsgelände außerhalb der Stadt. Der Friedhof liegt heute an der Scharnhorststraße. Nahe dem jüdischen Friedhof wurde 1720 der Offiziers- und spätere Garnisonfriedhof Hameln angelegt. 1757 entstand in dem Bereich der Deisterfriedhof. Nachdem die jüdische Gemeinde in Hameln gewachsen war, bestand Ende der 1870er Jahre die Notwendigkeit, den Friedhof zu erweitern. Dazu wurde ein benachbartes Gartenstück erworben, wodurch der Friedhof seine heutige winklige Gestalt und Größe von rund 2100 m² erhielt. 1870 war das umliegende Gelände noch unerschlossen, auf dem erst um die Jahrhundertwende eine Bebauung entstand.
In der Zeit des Nationalsozialismus wurden die Bestattungen schwieriger. Handwerker wollten aus Furcht, öffentlich als „Judenfreund“ bloß gestellt zu werden, keine Grabsteine oder Särge mehr fertigen. Beim Novemberpogrom 1938 wurde der Friedhof durch das Umstürzen und Zerschlagen von Grabsteinen geschändet. In dem Zustand blieb der Friedhof bis 1945 liegen, auf dem bis 1942 noch vier Bestattungen erfolgten. Als danach alle Juden aus Hameln deportiert waren, wollte die Reichsvereinigung der Juden in Deutschland das Friedhofsgrundstück veräußern. Die Stadt Hameln bot dafür den geringen Preis von rund 125 Reichsmark. Nachdem die Reichsvereinigung 1943 aufgelöst war, ging der Besitz am Friedhofsgrundstück an die Oberfinanzdirektion in Hannover über. Die verpachtete das Gelände an einen Hamelner Steinmetzmeister, der die Grabsteine zur Weiterverwertung erwarb. Nach dem Krieg ließ die Stadt 1946 den Friedhof durch den Pächter als bestem Kenner des Geländes wiederherstellen. Da die Schäden groß waren und kein Belegungsplan des Friedhofs existierte, blieb die Rekonstruktion unvollkommen. Viele zerbrochene Grabsteine wurden verkürzt aufgestellt.
Um 1950 wurde der Friedhof an die Jewish Trust Corporation rückerstattet und 1952 an den Landesverband der Jüdischen Gemeinden von Niedersachsen übertragen. 1963 kam es zu Baumaßnahmen am Friedhof, da die Backsteinmauer baufällig war. Ein neu errichteter Zaun gewährte erstmals Einblick auf das Gelände. 1994 kam es zur ersten neuen Bestattung auf dem Friedhof. Ende der 1990er Jahre übernahm die Jüdische Kultusgemeinde im Landkreis Hameln-Pyrmont die Pflege des Friedhofs.